# تشن هاو (ممثل)
تشن هاو (بالصينية: 陳好) (و. 1979  م) هي ممثلة، ومغنية، وعارضة، وممثلة أفلام صينية، ولدت في تشينغداو، بدأت مشوارها المهني سنة 1992.

## التعليم
تعلمت في Central Academy of Drama ‏
.

## وصلات خارجية
- تشن هاو على موقع IMDb (الإنجليزية)
- تشن هاو على موقع ميوزك برينز (الإنجليزية)
- تشن هاو على موقع قاعدة بيانات الفيلم (الإنجليزية)

- تشن هاو في قاعدة بيانات الأفلام على الإنترنت